# Psephotellus
Psephotellus es un género de aves psitaciformes perteneciente a la familia Psittaculidae, que incluye a varias especies de pericos australianos. Sus miembros anteriormente se clasificaban en el género Psephotus.

## Especies
El género está compuesto por cuatro especies una extinta:
- Psephotellus varius - perico variado;
- Psephotellus dissimilis - perico capirotado;
- Psephotellus chrysopterygius - perico aligualdo;
- Psephotellus pulcherrimus † - perico del paraíso (extinto).